# پیترو بیگینلی
پیترو بیگینلی (انگلیسی: Pietro Biginelli؛ ۲۵ ژوئن ۱۸۶۰ – ۱۵ ژانویهٔ ۱۹۳۷) یک دانشمند در زمینه شیمی آلی اهل ایتالیا بود. 